# Konrad von Soest

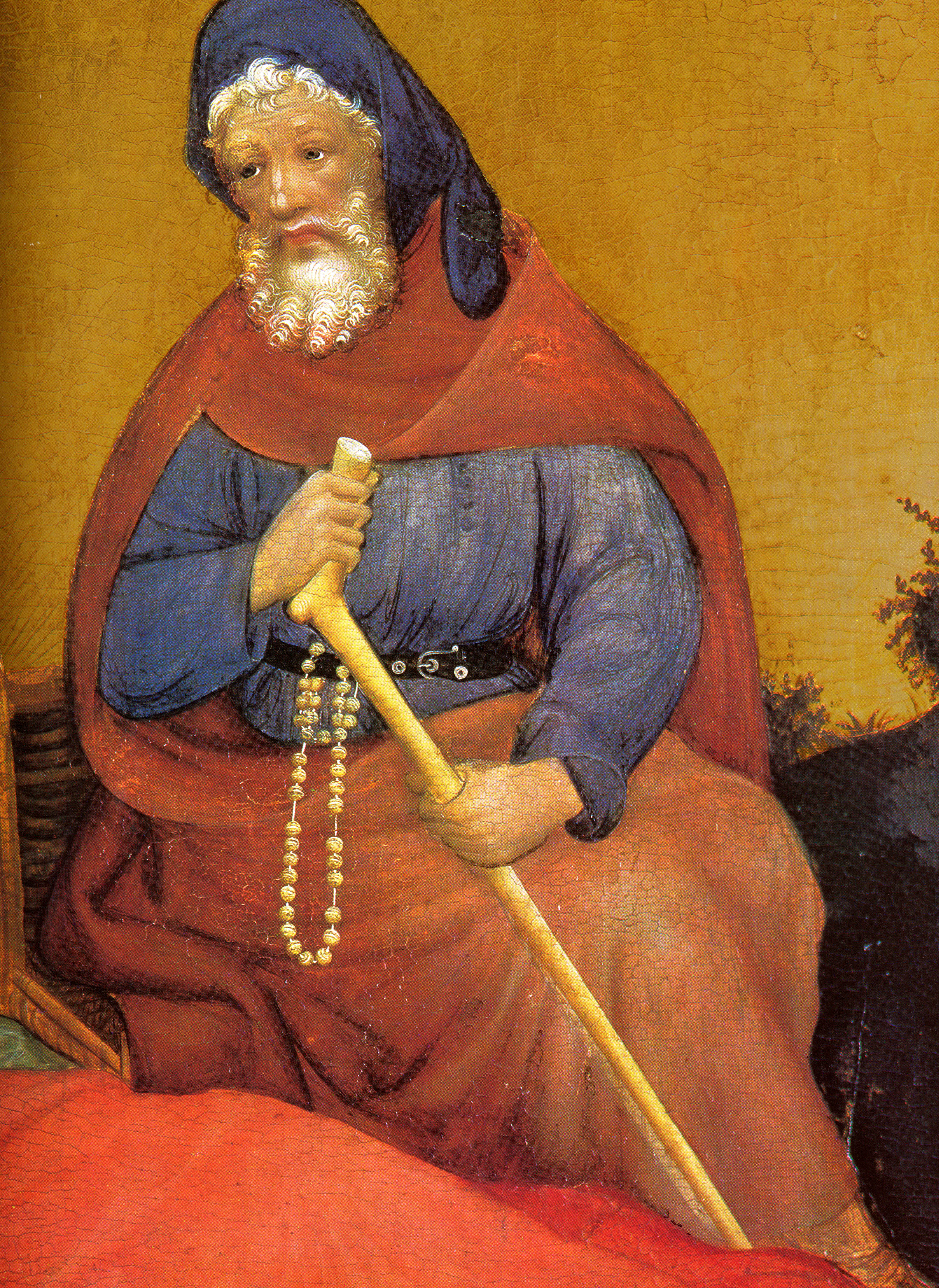
Św. Józef – fragment ołtarza Najświętszej Marii Panny

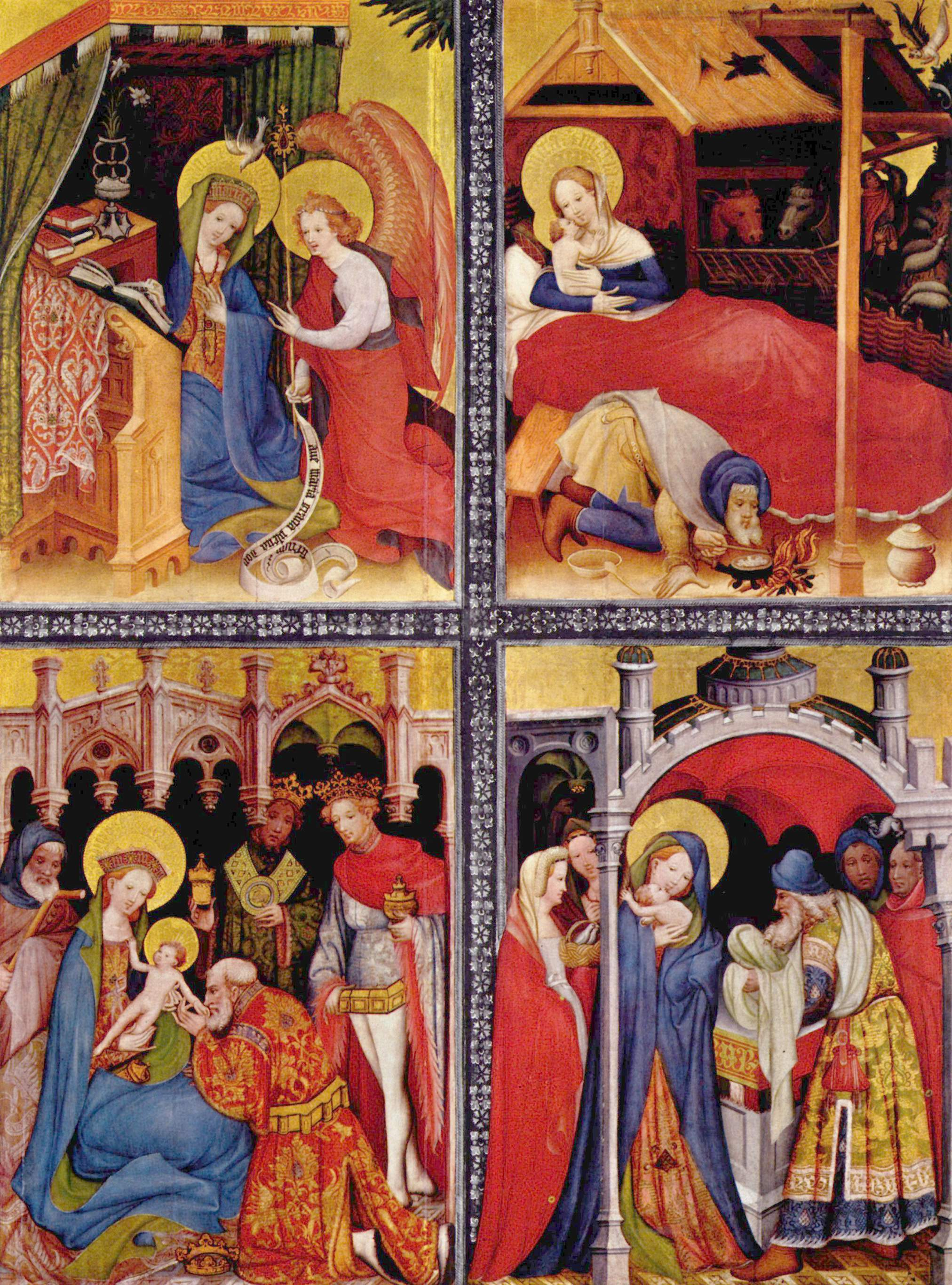
Fragment Ołtarza z Bad Wildungen

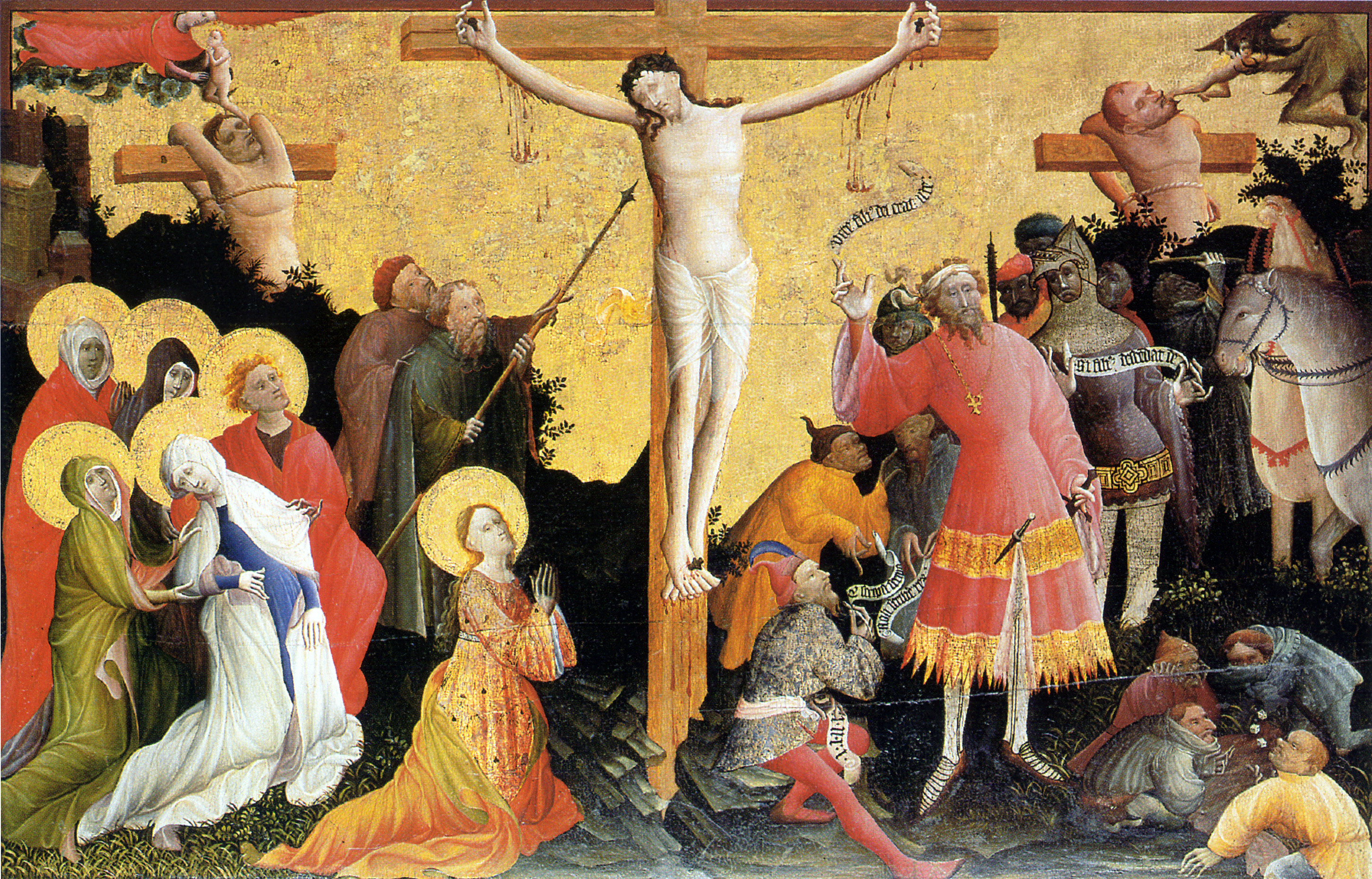
Ukrzyżowanie – część środkowa Ołtarza Bernswordtów

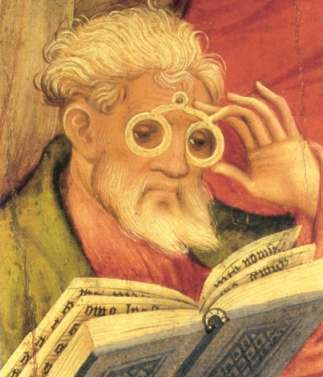
Detal ołtarza z Bad Wildungen

Konrad von Soest, znany również jako Conrad van Sost (ur. ok. 1370 w Dortmundzie, zm. po 1422) – malarz działający na terenie Westfalii, główny twórca tzw. szkoły westfalskiej, reprezentuje styl w malarstwie tablicowym w okresie gotyku zwany stylem pięknym. Artysta ten odegrał ważną rolę w sztuce dworskiej północnych krajów Rzeszy i wywarł silny wpływ na sztukę przełomu XIV i XV stulecia. Konrad von Soest prowadził własny warsztat, dzięki swojemu małżeństwu związany został z elitą patrycjatu w Dortmundzie.

## Życie

### Obywatel Dortmundu
W 1925, Luise von Winterfeld, dyrektor dortmundzkiego archiwum, zebrała archiwalne wzmianki na temat Konrada von Soesta. Po ich analizie początkowo uważała, iż jego obywatelstwa dowodzi brak godności artysty w dortmundzkiej liście nowych obywateli miasta (Neubürgerlisten) następnie wywnioskowała ona, że Konrad był synem mieszkańca Dortmundu „Wernerus pictor de Sosato”. Ta hipoteza uważana jest obecnie za niepoprawną, ponieważ zachowane listy nie są kompletne. Louise von Winterfeld zwróciła ponadto uwagę, iż Konrad von Soest podczas przysięgi ślubnej nie identyfikował się z Radą Miejską Dortmundu.

### Małżeństwo z Gertrudą
Umowa ślubu („Morgensprache”), spisana pomiędzy „Conrad von Soest” i Gertrudą, córką „Lambertes van Munster”, jest datowana na 11 lutego 1394. Dzień po święcie św. Scholastyki para małżeńska wyszczególniła swoje dziedzictwo.
Nie tylko wielkość sum w spadkach pary małżeńskiej była uderzająca. O wysokiej pozycji społecznej Konrada i Gertrudy świadczyła obecność świadków – osobistości o dużej prominencji. Zarówno dla Konrada, jak i dla Gertrudy, swoje gwarancje zapewnili szczególnie poważani patrycjusze. 
Ślub pomiędzy Konradem i Gertrudą mógł mieć także polityczne znaczenie, co mogło wyjaśnić polityczną znakomitość świadków: wśród sześciu świadków – ludzi mieszczaństwa – znalazł się wiceprzewodniczący członek obecnej rady miasta z 1394, Herrmann Klepping, członek rady, Detmar Klepping oraz dwóch przewodniczących rady z kolejnej kadencji, którzy rozpoczęli piastować swój urząd wkrótce po ślubie, Arnd Sudermann i Lambert Berswordt.

### Malarz Dortmundu
Według listy spisanej przez Bractwo Najświętszej Marii Panny z 1396, dom Konrada von Soesta znajdował się w Ostenhellweg na terenie dortmundzkiego Starego Miasta. Na Ostenhellweg, mieszkali także inni dwaj artyści – Lambert i Hermann, którzy prawdopodobnie działali w warsztacie Konrada. Lista Bractwa św. Mikołaja wspomina Konrada von Soesta: „Mester Conrad, meler” i notuje dom przy Wißstraße jako miejsce zamieszkania artysty. Źródło to nie wzmiankuje o kolejnych relacjach Konrada. Odnośnie do bractw działających w Dortmundzie zostało zauważone, iż miały one szeroki zakres kompetencji i wysoką pozycję w mieście, w rezultacie członkostwo w bractwie wiąże się z pewnymi nobilitacjami. W pobliskiej Kolonii bractwa były bardziej zintegrowane od strony organizacyjnej. Jednakże znacząca rola Konrada von Soesta wywodzi się przede wszystkim z jego wkładu w malarstwo.
| Konrad von Soest, Ołtarz Najświętszej Marii Panny, 1420 r. | Konrad von Soest, Ołtarz Najświętszej Marii Panny, 1420 r. | Konrad von Soest, Ołtarz Najświętszej Marii Panny, 1420 r. |
| ---------------------------------------------------------- | ---------------------------------------------------------- | ---------------------------------------------------------- |
|                                                            |                                                            |                                                            |

## Dzieła

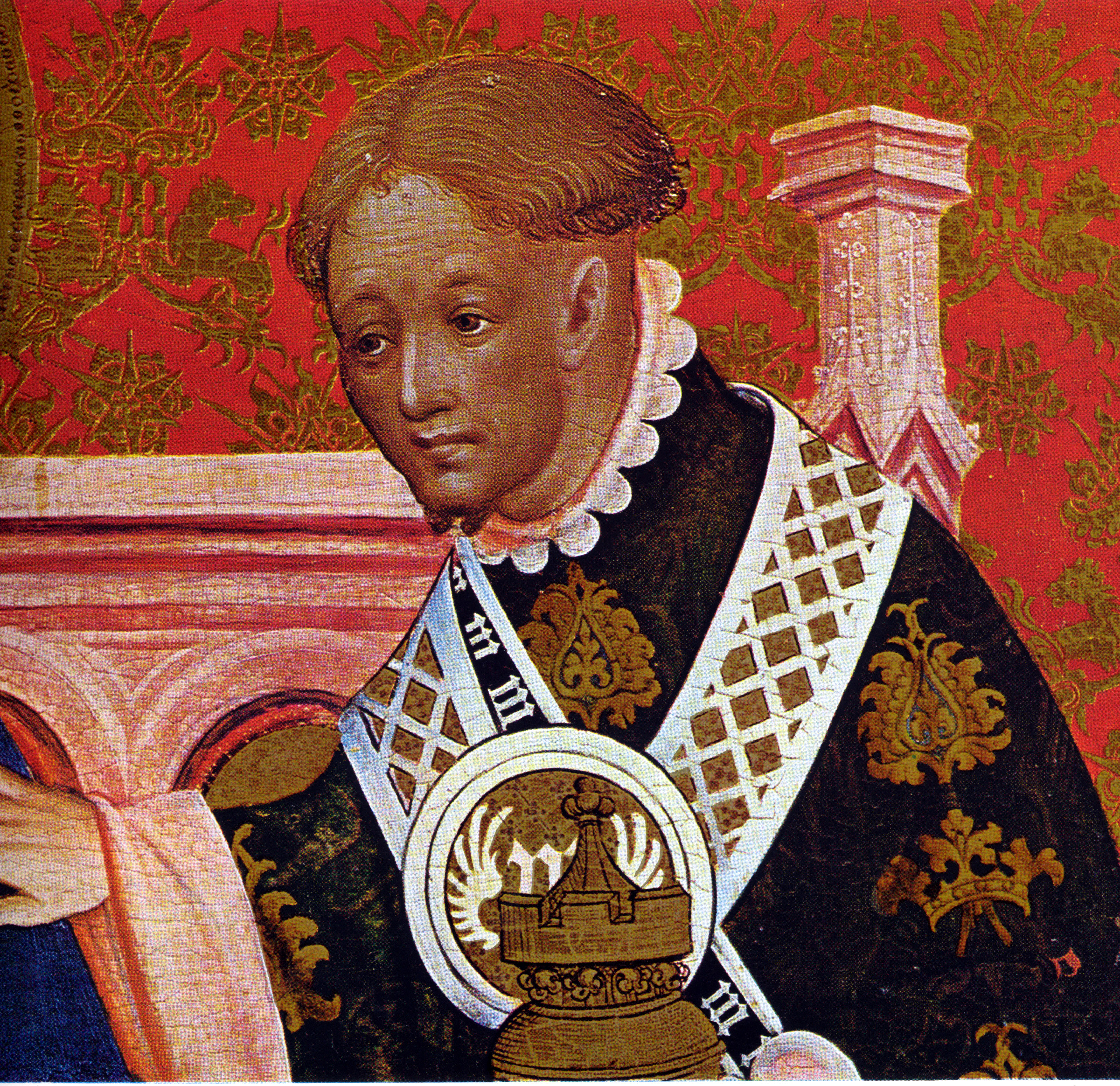
Fragment ołtarza Najświętszej Marii Panny

Dzieła przypisywane Konradowi von Soest reprezentują malarstwo tablicowe, przede wszystkim retabula ołtarzowe, z których kilka zachowało się w całości. Od strony stylistycznej dostrzegalna jest recepcja malarstwa książkowego, przede wszystkim francuskiego. Ponadto znane było artyście malarstwo tablicowe z rejonów Burgundii oraz Niderlandów.
- Ołtarz z Bad Wildungen – ołtarz główny w kościele parafialnym w Bad Wildungen – tryptyk namalowany ok. 1403. Przedstawia on sceny z życia Jezusa Chrystusa. Pośrodku kompozycji scena Ukrzyżowania. W obrazach tego tryptyku można zauważyć wątki rodzajowe wpisane w sceny religijne, dobre opracowanie szczegółów, wprowadzanie innowacji w detalach, m.in. po raz pierwszy na północ od Alp zostały zilustrowane okulary[9].
- Ołtarz Berswordstów – ołtarz namalowany dla dortmundzkiej rodziny mieszczańskiej Berswordt z przedstawieniem św. Reinolda jako rycerza, patrona dortmundzkiej fary, ok. 1395 r. Obecnie w północnej nawie dortmundzkiego kościoła NMP (Marienkirche).
- Ołtarz Najświętszej Marii Panny – ołtarz główny w kościele NMP w Dortmundzie, ok. 1420.
- ponadto przypisuje się artyście obraz z przedstawieniem św. Mikołaja z kaplicy św. Mikołaja w Soest. Obecnie w Federalnym Muzeum Sztuki i Historii Kultury w Münster.

## Literatura
- Horst Appuhn: „St. Marien in Dortmund”, [w:] Konrad Lorenz, Die Ev. St. Marienkirche zu Dortmund, Dortmund 1981, s. 18-47
- Brigitte Buberl (red.): Conrad von Soest: neue Forschungen über den Maler und die Kulturgeschichte der Zeit um 1400 (zbiór esejów powstałych na symopozjum o tym samym tytule w 2001); Gütersloh: Verl. für Regionalgeschichte, 2004, ISBN 3-89534-521-0.
- Brigitte Corley: Conrad von Soest, Berlin 2000, ISBN 3-7861-2293-8 (German)
- Brigitte Corley: Conrad Von Soest: Painter Among Merchant Princes (Studies in Medieval and Early Renaissance Art History, 16) (Harvey Miller Publishers), 1996, ISBN 1-872501-58-3.
- Arthur Engelbert, Conrad von Soest. Ein Maler um 1400, Dortmund: Cramers Kunstanstalt, 1995, ISBN 3-88375-222-3, OCLC 34065633. Brak numerów stron w książce
- Wolfgang Fischer: Der Wildunger Altar. Die Bilderwelt des Conrad von Soest (Bing & Schwarz Druck und Medien), 2, 2005, ISBN 3-9810001-0-2.
- Thomas Schilp and Barbara Welzel (red.), Dortmund und Conrad von Soest im spätmittelalterlichen Europa, Bielefeld 2004, ISSN 1612-8648, ISBN 3-89534-533-4.
- Alfred Stange: Conrad von Soest, Königstein i. Ts 1966
- Luise von Winterfeld, „Meister Konrad von Soest, ein geborner Dortmunder Bürger und andere Dortmunder Maler”, [w:] Beiträge zur Geschichte Dortmunds und der Grafschaft Mark 32, 1925, s. 141-145
- Luise von Winterfeld, „Kleine Beiträge zu Konrad von Soest”, [w:] Beiträge zur Geschichte Dortmunds und der Grafschaft Mark 47, 1948, s. 5-23
- Andreas Zupancic, Thomas Schilp (ed.): Der Berswordt-Meister und die Dortmunder Malerei um 1400, Stadtkultur im Spätmittelalter, Bielefeld 2002